# St Austell
St Austell är en stad i Cornwall i Storbritannien. Folkmängden uppgick till 23 864 invånare 2011, på en yta av 7,00 km².

## Historik
En av de första referenserna till St Austell finns i John Lelands Itinerary där han konstaterar att det inte finns något sevärt förutom församlingskyrkan.
Inte långt efter det William Cookworthy upptäckte kaolinit i Tregonning upptäcktes samma mineral i stor mängd norr om St Austell.
Lerbrytning tog snart över huvudrollen från tenn- och kopparbrytning som den viktigaste lokala industrin och detta ledde så småningom till att staden växte starkt. Under det sena 1800-talet och det tidiga 1900-talet tvingade de fallande priserna på tenn och andra metaller många gruvor att stänga och detta blev ett uppsving för lerbrytningen. Folkmängden ökade kraftigt då arbetslösa gruvarbetare sökte sig till lerindustrin, vilket i sin tur att serviceutbudet i staden ökade handel och välstånd. St Austell blev så småningom en av grevskapets tio viktigaste städer.

## Översättning
Den här artikeln är helt eller delvis baserad på material från engelskspråkiga Wikipedia.